# Hippeastrum santacatarina
Hippeastrum santacatarina är en amaryllisväxtart som först beskrevs av Hamilton Paul Traub, och fick sitt nu gällande namn av Dutilh. Hippeastrum santacatarina ingår i släktet amaryllisar, och familjen amaryllisväxter. Inga underarter finns listade i Catalogue of Life.